# Assedio di Colonia del Sacramento
L’assedio di Colonia del Sacramento fu un assedio riuscito iniziato alla fine del 1704 dalle forze spagnole contro la città coloniale portoghese di Colonia del Sacramento, proprio di fronte a Buenos Aires ed attualmente compresa nello stato dell'Uruguay.
400 indiani e 650 spagnoli, guidati dal governatore spagnolo di Buenos Aires, don Alonso Juan de Valdes e Inclán, e da Baltasar García Ros, iniziarono ad assediare la città alla fine del 1704. Dopo un primo tentativo di assalto frontale fallito, all'inizio di febbraio del 1705 i portoghesi abbandonarono Colonia del Sacramento che, col Trattato di Utrecht passò poi dal 1715 ufficialmente nelle mani degli spagnoli.